# 第一代弗洛里达夫兰卡伯爵何塞·莫尼诺
第一代弗洛里达夫兰卡伯爵何塞·莫尼诺-雷东多（西班牙語：José Moñino y Redondo, 1st Count of Floridablanca，1728年10月21日—1808年12月30日），西班牙政治家，常被简称为弗洛里达夫兰卡伯爵（Conde de Floridablanca）。他是西班牙国王卡洛斯三世的改革派首相，也曾在卡洛斯四世在位期间短暂任职，被认为是18世纪西班牙最有影响力的政治家。

## 人物生平

### 早年经历
1728年，何塞·莫尼诺-雷东多出生于穆尔西亚，父亲是退伍军官。少年时期，他在穆尔西亚和奥里韦拉求学，之后在萨拉曼卡大学学习法律。学成后，他在西班牙的法庭里担任辩护人。1766年，他在卡斯蒂利亚成为一名犯罪檢察官。他曾被委任调查艾士昆拉其叛乱（Esquilache riots），同年因支持卡洛斯三世的改革政策而出名。1767年，他极力辩护支持西班牙对耶稣会的驱逐。时任首相艾士昆拉其侯爵赏识莫尼诺的能力，于1772年派他去克勉十四世的教廷出任西班牙大使。1773年，由于争取教皇对镇压耶稣会的支持得力，他被封为“弗洛里达夫兰卡伯爵”（Count of Floridablanca）。

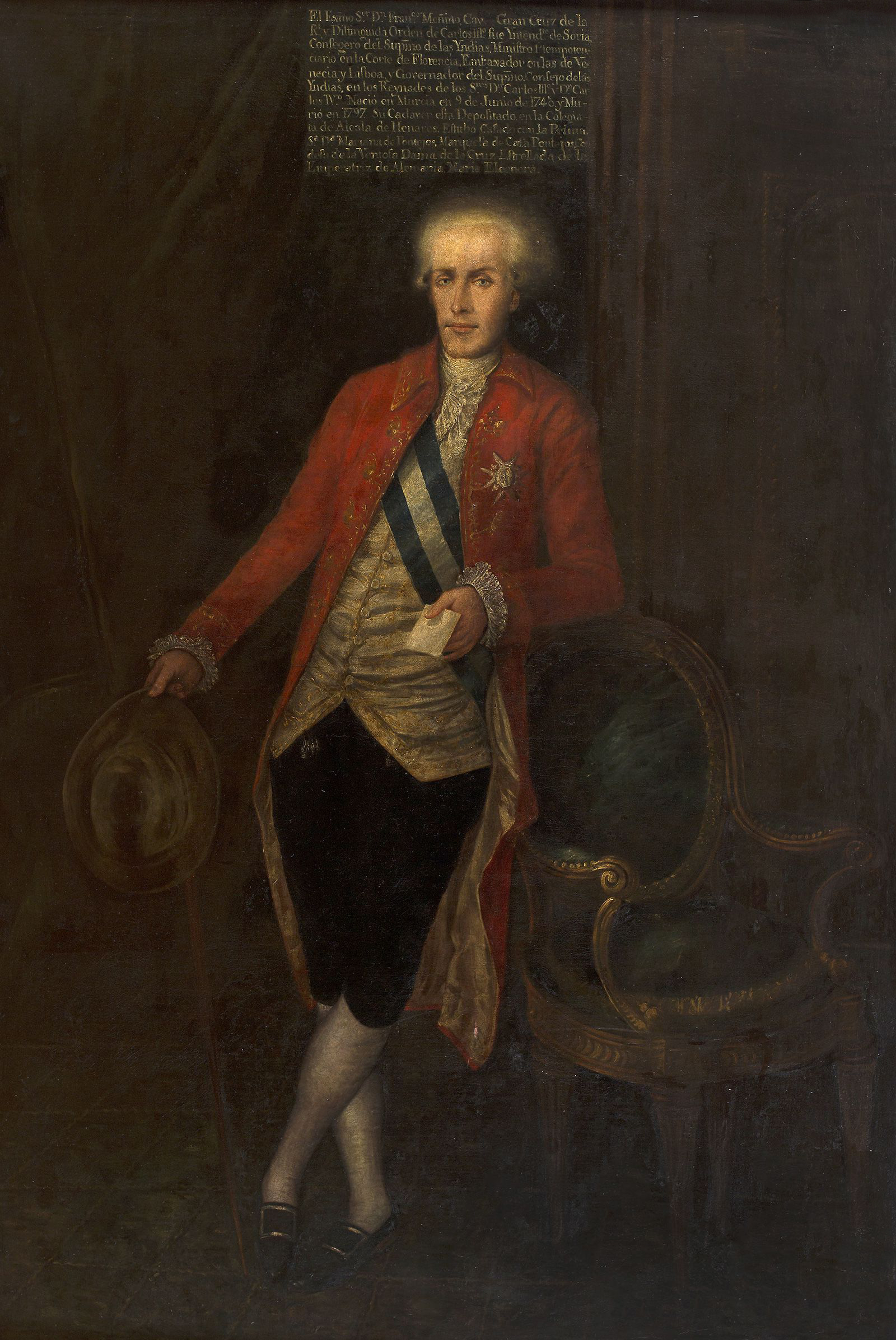
弗朗西斯科·莫尼诺，弗洛里达夫兰卡伯爵的弟弟，曾分别任驻威尼斯共和国和驻里斯本大使

### 出任首相
弗洛里达夫兰卡于1777年被任命为首相，他在西班牙开展彻底的官僚政治改革，在1787年建立了真正意义上的内阁（国家至高议会）。1778年，他在西班牙的美洲殖民地实行商业自由。1782年，他创办了圣卡洛斯国家銀行。他亲自参与了大学改革（西班牙的大学从16世纪开始就学风废弛），并改善了国内的印刷自由。在驱除耶稣会后，西班牙的高等教育系统陷入人员不足的窘境，弗洛里达夫兰卡多方努力雇佣了一批新教师和管理者，现代化了大学教学方法，还在全国范围内兴建多所新学校。在他任内，首都马德里城市得到重修，还调整了首都警察管理，大力鼓励城市公共事务。

### 美国独立
弗洛里达夫兰卡是西班牙外交政策的内行，他极力寻求恢复西班牙原本富裕的经济。他和摩洛哥与奥斯曼帝国达成了贸易协定，还坚信同英国搞好关系是西班牙经济发展的要义。此外，他被不情愿地卷进美國獨立戰爭，和法国与美洲反贼站在同一边。这场战争大体上进展顺利，弗洛里达夫兰卡成功洗刷了西班牙的威名，迫使英国于1782年归还给西班牙巴利阿里群島中的梅诺卡岛和佛罗里达殖民地。但是，联军在直布罗陀包围战、入侵牙买加、阿玛达海战（Armada of 1779）中受挫。西班牙不顾和法国的盟约，和英国单独议和，与英方代表托马斯·胡赛（Thomas Hussey）和理查德·坎伯兰（Richard Cumberland）会谈，但协商全部没了下文，最终西班牙也是1783年巴黎條約的签署方之一。
他还解决了同葡萄牙在美洲殖民地旷日持久的领土争议，为西班牙争取到了比奥科岛、安诺本岛、木尼河区（今天的赤道几内亚）。王位繼承戰爭之后，西班牙一直是法国事实上的仆从国，弗洛里达夫兰卡图疏远法国为西班牙争取独立自主的外交。

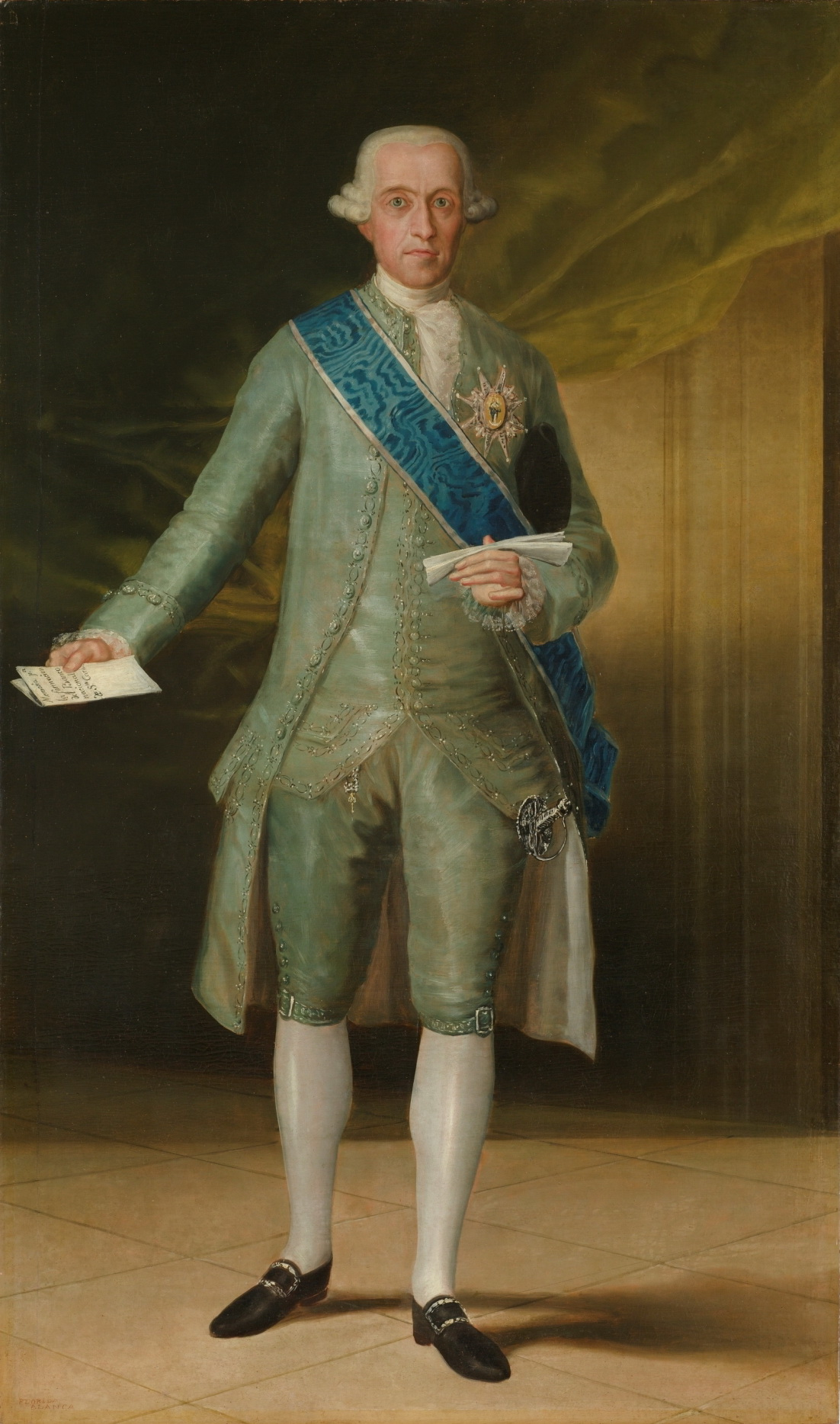
第一代弗洛里达夫兰卡伯爵何塞·莫尼诺·雷东多，由弗朗西斯科·戈雅创作

### 法国大革命
1789年法国大革命爆发，在革命的震惊中，西班牙国内的以弗洛里达夫兰卡为代表的解放运动被叫停。他不得不针对形势做出反应，让西班牙加入了第一次反法同盟，遏制法国革命。这些行为败坏了朝廷中改革派的名誉，促成了多年后改革派的倒台。

### 晚年
他的集权主义政策侵犯了许多地方利益集团，故在朝廷中他和享受了多年自治传统的阿拉贡派系一直不和。1792年，阿拉贡派系受到皇后的情人曼努埃尔·戈多伊和阿兰达伯爵支持，他们合力控诉弗洛里达夫兰卡贪污腐败，把他赶下了台。他在潘普洛納城堡中被羁押了三年，直到在他弟弟的干预才被释放。1795年，他被宣判无罪，但此时他已经受够了磨难，决心退休去自己的庄园乐享清净。
1808年，拿破仑进军西班牙，许多人呼吁他出面带领国家抵抗入侵。他在答应後出任西班牙最高中央军政指挥部（Supreme Central and Governmental Junta）主席。但年逾古稀的弗洛里达夫兰卡体力不济，最终在同年11月20日於塞维利亚去世。

## 延伸阅读
- 西班牙首相列表

## 引用
1. 1 2 3 4  .   [2022-04-16]. （原始内容存档于2022-04-16） （西班牙语）.
2. 1 2 3 4 5  . 1911.

| 官衔                                           | 官衔                             | 官衔              |
| ---------------------------------------------- | -------------------------------- | ----------------- |
| 前任： 第一代格里马尔迪公爵赫罗尼莫·格里马尔迪 | 西班牙国务大臣（首相） 1777–1792 | 繼任： 阿兰达伯爵 |